# 快樂公園 (科羅拉多州)
快樂公園（英語：Glade Park）是位於美國科羅拉多州梅薩縣的一個非建制地區。該地的面積和人口皆未知。

## 地理
快樂公園的座標為38°59′37″N 108°45′00″W / 38.99361°N 108.75000°W，而該地的平均海拔高度為2134米（即7000英尺）。